# Thahan Phran
O Thahan Phran (ทหารพราน; literalmente "soldados caçadores"; conhecido em inglês como Thai Rangers), também conhecido como Força Paramilitar Real Tailandesa, é uma força paramilitar de infantaria ligeira que patrulha as fronteiras da Tailândia e é um auxiliar do Exército Real Tailandês  e do Corpo de Fuzileiros Navais Real Tailandês. O Thahan Phran opera em conjunto com a Polícia de Patrulha de Fronteira, mas é treinado e equipado para se envolver em combate, enquanto a Polícia de Patrulha de Fronteira é principalmente uma agência de aplicação da lei. Na Tailândia, há um nome comum para a unidade de vestimenta preta (นักรบเสื้อดำ) ou Exército Negro devido ao uso de uniformes pretos.

## História

Soldado do Thahan Phran com um HK33A2.

O Thahan Phran foi criado em 1978 para lutar contra os guerrilheiros do Partido Comunista da Tailândia e expulsá-los de seus redutos nas montanhas no nordeste da Tailândia.:5  Concebida pelo General Chavalit Yongchaiyudh, então Diretor do Centro de Operações do Exército na sede do Exército Real Tailandês em Bangkok, a unidade seria composta por recrutas de regiões afetadas pela insurgência comunista, que receberiam cursos intensivos de treinamento de 45 dias, armas modernas e, em seguida, seriam enviados de volta às suas aldeias para montar operações contra os comunistas.
No passado, alguns dos recrutas iniciais do Thahan Phran eram criminosos condenados cujas sentenças foram perdoadas; outros se juntaram para obter parcelas de terra concedidas como recompensa por campanhas bem-sucedidas. Até certo ponto, o Thahan Phran pretendia suplantar o Corpo Voluntário de Defesa, uma milícia civil responsável por proteger a população local das guerrilhas. No final de 1981, o Thahan Phran havia substituído até 80 por cento das unidades do exército regular em operações de contrainsurgência nas fronteiras birmanesa, cambojana e malaia.
As unidades do Thahan Phran conduziram inúmeras operações contra Khun Sa no Triângulo Dourado e também participaram de ações de segurança durante o impasse em Prasat Preah Vihear em 2008 e 2009.
Os Thahan Phran têm uma história conturbada, com unidades frequentemente acusadas de atrocidades, abuso de autoridade e envolvimento no tráfico de drogas. Foi relatado que essas unidades incluem bandidos locais que fazem uso de seu status para cometer crimes contra seus concidadãos. Várias reformas foram feitas desde a década de 1980, particularmente na triagem de recrutas, e é uma força mais profissional do que há vinte anos, mas sérios problemas com disciplina e abusos de direitos humanos permanecem.
Os Thahan Phran também são suspeitos de terem se envolvido em atividades terroristas durante as manifestações dos Camisas Vermelhas em 2010 em Bangkok.